# Estación de Bellinzona

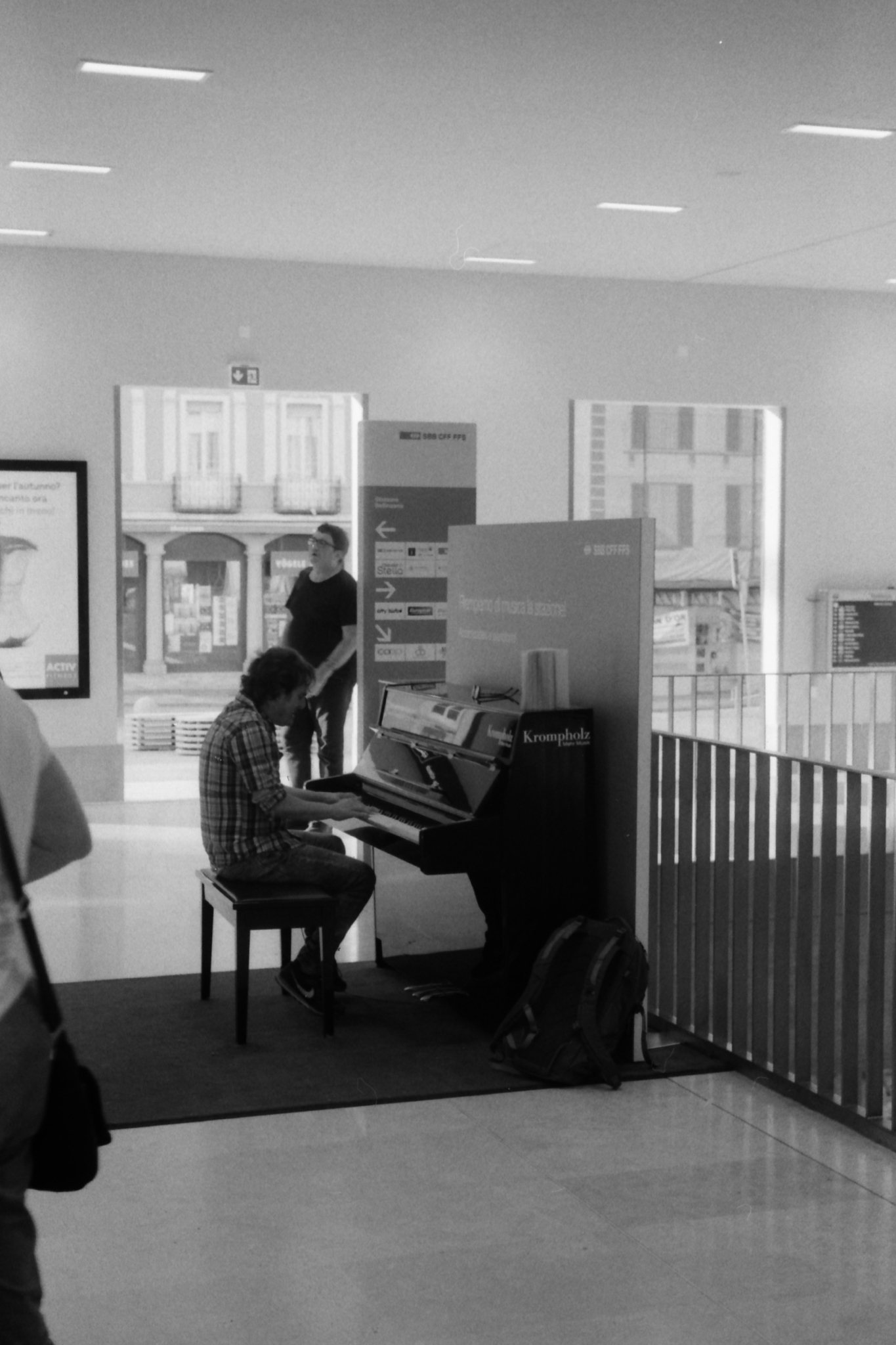
Piano libre

La estación de Bellinzona (del italiano: Stazione di Bellinzona) es la principal estación ferroviaria de la comuna suiza de Bellinzona, en el Cantón del Tesino.

## Historia y situación
La estación fue inaugurada en el año 1874 con la apertura al tráfico ferroviario de la línea que comunicaba a Biasca con Chiasso, y su ramal Bellinzona - Locarno. Cuando se abrió en 1882 el Túnel ferroviario de San Gotardo, se pudo dar continuidad hacia el resto de Suiza de los trenes de la línea.
En 2016 está prevista la apertura del nuevo Túnel de base San Gotardo, que permitirá reducir significativamente los tiempos de viaje de los trenes que la comunican hacia el resto de Suiza, que pasarán a ahorrarse en torno a una hora de viaje.
La estación se encuentra situada en el este del núcleo urbano de Bellinzona.

## Servicios ferroviarios
Los servicios operados por SBB-CFF-FFS se componen de trayectos de largo recorrido y de servicios de corta distancia de ámbito regional, prestados por TiLo.

### Larga distancia
- EC Zúrich - Zug - Arth-Goldau - Bellinzona - Lugano - Chiasso - Como S.Giovanni - Milán.
- ICN Zúrich - Zug - Arth-Goldau - Bellinzona - Lugano. Algunos trenes al día son prolongados hasta Chiasso.
- ICN Basilea-SBB - Olten - Lucerna - Arth-Goldau - Bellinzona - Lugano.
- IR Basilea-SBB - Olten - Lucerna - Arth-Goldau - Schwyz - Brunnen - Flüelen - Erstfeld - Göschenen - Airolo - Faido - Biasca - Bellinzona - Cadenazzo - Locarno.
- IR Zúrich - Zug - Arth-Goldau - Schwyz - Brunnen - Flüelen - Erstfeld - Göschenen - Airolo - Faido - Biasca - Bellinzona - Cadenazzo - Locarno.
- IR Zúrich - Zug - Arth-Goldau - Schwyz - Brunnen - Flüelen - Erstfeld - Göschenen - Airolo - Faido - Biasca - Bellinzona - Lugano - Mendrisio - Chiasso.

### Regionales
- RE Biasca - Bellinzona - Lugano - Chiasso - Como S.Giovanni - Milán.

- S10 Biasca – Castione-Arbedo – Bellinzona – Lugano – Chiasso – Albate-Camerlata
- S20 Castione-Arbedo  - Bellinzona - Cadenazzo - Locarno.
- S30  Bellinzona - Cadenazzo - Luino (- Aeropuerto de Malpensa).